# Rafał Gorajski
Rafał Gorajski – szlachcic herbu Korczak, po śmierci ojca, Zbigniewa Gorajskiego w 1655 właściciel Biłgoraja. Był stolnikiem lubelskim i starostą kamionackim (sukcesja przejęta po śmierci ojca). Imię otrzymał po dziadku - Rafale Leszczyńskim.
Zmarł pod koniec 1659 lub na początku 1660, majątek Gorajskich przejął po nim brat, Teodor.